# 고사가 천황
고사가 천황(일본어: 後嵯峨天皇, 1220년 4월 1일 ~ 1272년 3월 17일)은 제88대 일본 천황이다(재위: 1242년에서 1246년). 호칭의 유래는 52대 천황 사가 천황(嵯峨天皇)에서 유래하였다. 어릴 적 이름은 구니히토(邦仁) 친왕이다. 쓰치미카도 천황의 차남이자 선대 천황인 시조 천황의 둘째 조카였다.

## 생애
아버지 쓰치미카도 천황이 도사 현에 유배되어 그는 외가 쪽 대숙부 나카노인 미치카타(中院通方)ㆍ쓰치미카도 사다미치(土御門定通)의 보살핌을 받으며 자랐다. 그러나 쓰치미카도 집안의 몰락과 함께 힘겨운 생활을 겪게 되었고, 20세가 넘도록 출가도 원복도 마음대로 하지 못하는 어중간한 지경에 처해 있었다.
그런데 닌지 3년(1242년) 2월 10일, 시조 천황이 12세의 나이로 돌연사하면서 황위 계승 문제가 발생하였다. 구교들이나 바쿠후의 기대가 상충되면서 문제는 난항을 거듭했다. 구조 미치이에(九條道家)와 구교들은 예전 막부에 의해 유배된 준토쿠 천황의 아들 다다나리 왕(忠成王)을 지지하였지만, 싯켄 호조 야스토키 및 교토 로쿠하라 단다이(六波羅探題) 호조 시게토키(北條重時)는 조큐의 난 연루자인 준토쿠 천황의 아들이 즉위하는 것을 반대하며, 중립적인 입장에 있었던 쓰치미카도 천황의 아들 구니히토 왕을 지지하며, 쓰루가오카 하치만구의 신탁까지 빌어가며 구니히토 왕을 옹립한다(여기에는 사실 쓰치미카도 사다미치의 측실 다케도노竹殿가 시게토키의 친여동생이었기 때문에, 구니히토 왕과 호조 집안이 연척 관계에 놓여 있었다는 특수한 사정도 있었다). 이들 협상이 결론이 나지 않아 당시 황위는 11일 간의 공백이 있었다. 당시 구교들이 남긴 일기인 《평호기》(平戶記)나 《민경기》(民經記)가 구니히토 왕의 옹립을 비난하는 기록(닌지 3년 정월 19일조)을 남기는 등 당시의 귀족 사회에 있어 이는 큰 충격을 가져왔다.
1242년 2월 21일 고사가 천황은 천황으로 즉위했다. 당시 궁정의 실력자였던 사이온지 집안과 혼인관계를 맺음으로서 자신의 입장을 안정시키고자 하는 한편으로, 즉위한 지 4년만인 간겐(寬元) 4년(1246년) 아들 히사히토(久仁) 친왕에게 양위하고(고후카쿠사 천황) 상황으로서 인세이를 시작한다.(이 해에 마침 정적이던 구조 미치이에의 실각으로 상황이 조정 내의 정무를 주도할 수 있게 되었다.)
이후 상황은 아네가코지 아키토모(姉小路顯朝)ㆍ나카미카도 쓰네타다(中御門經任) 등 실무 담당의 중급 귀족을 측근으로 삼아 인세이를 전개하였다. 조겐 원년(1259년)에는 고후카쿠사 천황으로 하여금 동생 쓰네히토(恒仁) 친왕에게 양위하도록 했다. 호지 원년(1247년)에 일어난 호지의 난 직후 고사가 천황의 인세이에 대한 전면적 협력을 결정한 호조 도키요리 이하 막부 요인들이, 이전까지의 셋케(攝家) 출신의 쇼군 대신 고사가 천황의 장남이었던 무네타카 친왕을 가마쿠라 막부의 쇼군으로 옹립하는 것에 합의하였다.(이후 왕족 출신이 가마쿠라 막부의 쇼군 자리를 이었다.) 조정의 인세이와 막부 정치를 모두 장악한 싯켄 호조 집안과의 제휴를 통해 정치 안정을 도모한 것이 바로 고사가 천황의 시대였다. 그러나 호조 가문의 막부와 쇼군에 대한 영향력은 여전히 조정에 비해 훨씬 강력했다. 고사가 천황의 시대는 가마쿠라 막부의 조정 장악이 진행되던 시기로서 상황의 인세이조차도 막부의 통제하에 있었다.
분에이 5년(1268년) 10월 고사가 천황은 출가하여 법황이 되었고 다이가쿠지(大覺寺)로 옮겨 4년 뒤인 분에이 9년(1272년) 2월에 죽었다. 그가 고후카쿠사 천황이 아닌 가메야마 천황의 아들(훗날의 고우다 천황)을 황태자로 세운 탓에, 그의 두 아들의 후손들은 지묘인 왕통(고후카쿠사 천황의 혈통)과 다이카쿠지 왕통(가메야마 천황의 혈통)으로 나뉘어 황좌를 두고 경쟁하게 되었다. 이것이 남북조 시대, 나아가 후남조로 이어지는 대란의 원인이 되었다.

## 가계도
- 중궁 : 오미야인(大宮院) 사이온지(후지와라노) 키츠시(西園寺(藤原) 姞子) (1225-1292) - 사이온지 사네우지(西園寺 実氏)의 딸
  - 제4황자 : 히사히토 친왕(久仁 親王) - (고후카쿠사 천황)
  - 황녀 : 겟카몬인(月華門院) 소우시 내친왕(綜子 内親王) (1247-1269)
  - 제8황자 : 츠네히토 친왕(恒仁親王) - (가메야마 천황)
  - 제11황자 : 마사타카 친왕(雅尊 親王) (1254-1256)
  - 제13황자 : 사다요시 친왕(貞良 親王) (1256-1260)
  - 황녀 : 불명(1260-?), 요절
- 비 : 신센몬인(神仙門院) 타이시 내친왕(体子 内親王) (1231-1301) - (고호리카와 천황)의 딸
  - 황녀 : 불명(?-1281), 요절
- 텐지 : 준삼후(准三后) 다이나곤니이노 츠보네(大納言二位局) 타이라노 무네코(토우시)(平 棟子) - 타이라노 무네모토(平 棟基)의 딸
  - 제3황자 : 무네타카 친왕(宗尊 親王) (1242-1274) - 가마쿠라 막부의 6대 쇼군
- 쇼지 : 고보몬노 츠보네(後坊門局) 후지와라노 히로코(하쿠시)(藤原 博子) - 후지와라노 타카토키(藤原 孝時)의 딸
  - 제7황자 : 카쿠죠 법친왕(覚助 法親王) (1247-1336)
  - 황녀 : 고죠인(五条院) 에키시 내친왕(懌子 内親王) (1262-1294)
  - 황녀 : 유텐(柳殿)
- 궁인 : 다이나곤산이노 츠보네(大納言三位局) 사이온지(후지와라) 킨코(코시)(西園寺(藤原) 公子) - 사이온지 킨츠네의 딸
  - 제12황자 : 자쇼 법친왕(慈助法親王) (1254-1295)
  - 황녀 : 엔세이몬인(延政門院) 에츠시 내친왕(悦子 内親王) (1259-1332)
- 궁인 : 안사츠산이노 츠보네(按察三位局) 시죠(후지와라)씨(四条(藤原)氏) - 시죠 타카히라(四条 隆衡)의 딸
  - 제9황자 : 사이죠 법친왕(最助 法親王) (1253-1293)
- 궁인 : 코하이텐(御匣殿) - 산죠(후지와라)씨(三条(藤原)氏) (?-1247) - 산죠 킨후사(三条 公房)의 딸
  - 황자 : 츄죠 법친왕(忠助 法親王) (?-1290)
  - 제6황자 : 세이죠 법친왕(性助 法親王) (1247-1282)
- 궁인 : 아네코지(후지와라)씨(姉小路(藤原)氏) - 아네코지 사네미요(姉小路 実世)의 딸
  - 제10황자 : 쇼죠 법친왕(浄助 法親王) (1253-1280)
- 궁인 : 우에몬노카미노 츠보네(右衛門督局) 이치죠(후지와라)씨(一条(藤原)氏) - 이치죠 요시야스(一条能保)의 딸
  - 제1황자 : 엔죠 법친왕(円助 法親王) (1236-1282)
- 궁인 : 니죠노 츠보네(二条局) 오오토모(후지와라)씨(大友(藤原)氏) - 오오토모 치카히데(大友 親秀)의 딸
  - 황녀 : 가이시 내친왕(愷子 内親王) (1249-1284)
- 궁인 : 이치죠텐노 츠보네(一条殿局) 후지와라씨(藤原氏) - 승려 호겐(法眼) 쇼엔(証円)의 딸
  - 제5황자 : 고에 법친왕(仁恵 法親王) - (1244-1298)
- 궁인 : 다이나곤노 츠보네(大納言局) 나카노인(미나모토)씨(中院(源)氏) - 나카노인 미치카타(中院通方)의 딸
  - 황자 : 불명, 요절
- 궁인 : 쿠죠(후지와라)씨(九条(藤原)氏) - 쿠죠 요시히라(九条 良平)의 딸
- 궁인 : 미나모토씨(源氏) - 미나모토노 요리마사(源頼政)의 증손
  - 황자 : 쇼죠(勝助)
- 궁인 : 후지와라씨(藤原氏)
  - 제2황자 : 고호겐니치(高峰顕日)

## 같이 보기
- 일본 천황